# Ellery Clark
Ellery Harding Clark, född den 13 mars 1874 i West Roxbury i Boston i Massachusetts, död den 17 februari 1949 i Boston i Massachusetts (enligt vissa källor den 27 juli 1949 nära Hingham i Massachusetts), var en amerikansk friidrottare.
Clark vann guld i både höjdhopp och längdhopp vid olympiska sommarspelen 1896 i Aten. Han är den enda som vunnit OS-guld i både höjdhopp och längdhopp.

## Karriär
Clark studerade vid Harvard University och tävlade för universitetets idrottsförening Harvard Crimson. Han var även med i Boston Athletic Association och var en av fem idrottsmän som den föreningen skickade till de första moderna olympiska spelen 1896 i Aten, i Clarks fall först efter det att ledningen vid Harvard gett honom tillstånd att åka.
Den första grenen för Clark var längdhopp. Han drabbades av ett bakslag innan han ens börjat hoppa när den grekiska prinsen Georg, som översåg tävlingen, bestämde att inga markeringar fick användas för att underlätta ansatsen. Detta ansåg prinsen nämligen vara för professionellt. Dessutom var banornas underlag annorlunda än vad Clark var van vid. Tillsammans medverkade detta till att han gjorde övertramp i sina två första hopp. Hans tredje och sista hopp blev dock godkänt och var ett guldhopp. Hoppet mätte 6,35 meter. Silver- och bronsmedaljörer blev landsmännen Robert Garrett och James Connolly.
Några dagar senare var det dags för höjdhopp, och där vann Clark igen. Han var den enda som klarade 1,675 meter, varefter han fortsatte att höja ribban tills han till slut även klarade 1,81 meter. Det blev samma medaljörer som i längdhopp, då silvret delades mellan Garrett och Connolly.
Enligt vissa källor, bland andra Internationella olympiska kommittén och Olympedia, deltog Clark även i kulstötning. Andra källor nämner dock inte honom och i en av hans egna redogörelser för sina upplevelser under spelen nämner han inget om att han skulle ha deltagit i denna gren.
Clark vann aldrig något amerikanskt mästerskap i höjdhopp eller längdhopp, men han blev amerikansk mästare i mångkamp (all-around), en föregångare till tiokamp, 1897 och 1903. Speciellt bra var resultatet 1897, då han presterade på en mycket hög nivå i alla delgrenar med resultat som överträffade de olympiska segerresultaten från 1896 i höjdhopp, längdhopp och kulstötning samt troligen också i 100 meter och 110 meter häck. Mellan de båda triumferna var han oförmögen att tävla i två år på grund av knäskador.
Clark deltog även vid olympiska sommarspelen 1904 i St. Louis, i mångkamp. Denna bestod av tio grenar, dock inte samma grenar som dagens tiokamp, och avgjordes under en dag. Clark var en av favoriterna, men han hade drabbats av bronkit och kunde inte göra sig själv rättvisa. Efter fem grenar låg han långt efter de bästa och drog sig ur tävlingen.
Efter detta fortsatte Clark med sitt idrottande och presterade bra på nationell nivå i ett antal år, framför allt i mångkamp. Som gångare tävlade han ända till fyllda 56 år.
1991 blev Clark invald i det amerikanska friidrottsförbundets hall of fame.

## Yrkesliv
Clarks yrkesbana var minst lika mångfacetterad som hans idrottskarriär. Han arbetade som författare, jurist, friidrottstränare, lärare och ålderman. Han skrev totalt 19 böcker, vars innehåll hade stor spännvidd; i hans produktion fanns så varierade teman som juridik avseende järnvägsolyckor och religiös filosofi. Två av böckerna blev filmatiserade i Hollywood. En av dessa filmer var Caribbean Gold, som hade premiär 1952.

## Personliga rekord
- Höjdhopp – 1,81 meter (1896)
- Längdhopp – 6,60 meter (1897)